# Crioceris
Crioceris es un género de escarabajos de la familia Chrysomelidae. En 1764 Muller describió el género. Esta es la lista de especies que lo componen:
- Crioceris afghana Medvedev, 1978
- Crioceris asparagi (Linnaeus, 1758)[2]
- Crioceris bicruciata Sahlberg, 1823
- Crioceris duodecimpunctata Linnaeus, 1758[3]
- Crioceris macilenta Weise, 1880
- Crioceris paracenthesis Linnaeus, 1767
- Crioceris quatuordecimpunctata Scopoli, 1763
- Crioceris quinquepunctata Scopoli, 1763